# İbrahim Tatlıses
İbrahim Tatlıses, właśc. İbrahim Tatlı, ps. İbo (ur. 1 stycznia 1952 w Şanlıurfa) – turecki piosenkarz, aktor i reżyser filmowy.

## Życiorys
Pochodzi z mieszanej rodziny arabsko-kurdyjskiej. W dzieciństwie stracił ojca i dalej wychowywała go matka-Kurdyjka. W młodym wieku zaczął śpiewać na weselach i innych uroczystościach rodzinnych. W 1977 przeniósł się wraz z rodziną do Stambułu. Sławę przyniosły mu nagrania z orkiestrą, wykonywane w stylu uzun hava. Obecnie jest jednym z najbardziej rozpoznawalnych piosenkarzy i aktorów tureckich. Na swoim koncie ma 38 albumów, z których największą popularnością cieszyły się Ayağında Kundura i Selam Olsun. Występował także w programie telewizyjnym Ibo Show Ibrahim, a także w kilkunastu filmach fabularnych. Prowadzi działalność biznesową w sektorze turystycznym, jego firma wznosi budynki w kurdyjskiej części Iraku.
W tureckich wyborach parlamentarnych 2007 startował z listy Młodej Partii (tur. Genç Parti), ale nie zdobył mandatu. Dwukrotnie dokonywano na niego zamachu. 14 marca 2011 zamaskowani sprawcy ostrzelali jego samochód, którym wracał ze studia Beyaz TV. Jedna z kul przebiła czaszkę piosenkarza, który w stanie krytycznym trafił do szpitala Acibadem w Stambule. Wskutek zamachu Tatlises doznał paraliżu lewej strony ciała.

## Dyskografia
- 1968: Kara Kiz
- 1969: Beterin Beteri Var
- 1973: Yakma Beni Gel Guzelim
- 1975: Ayağında Kundura
- 1975: Bir Yol Goster
- 1975: Ben İnsan Değil miyim
- 1976: Bir Görüşte Aşık Oldum
- 1977: Canım Sevgilim
- 1978: Doldur Kardeş İçelim
- 1980: Ceylan
- 1981: Sabuha
- 1983: Mutlu Ol Yeter
- 1984: Benim Hayatım
- 1986: Yalan
- 1988: Fosforlu Cevriyem (Live)
- 1989: Gülüm Benim
- 1989: Mavi Mavi
- 1989: Kara Zindan
- 1989: İnsanlar
- 1990: Türkü Dinle Türkü Söyle
- 1990: Vur Gitsin Beni
- 1991: Soylim Mi?
- 1992: Ah Keskem
- 1993: Mega Aşk
- 1994: Haydi Soyle
- 1995: Klasikleri
- 1996: Bende Isterim
- 1998: At Gitsin
- 1999: Selam Olsun
- 2001: Yetmez Mi?
- 2003: Tek Tek
- 2005: Aramam
- 2007: Bulamadim
- 2008: Neden
- 2009: Yağmurla Gelen Kadın
- 2010: Hani Gelecektin
- 2014: Tatlıses Klasiği
- 2021: Ibrahim tatlises duetleri aski

## Role filmowe
- 1980: Çile jako İbo
- 1983: Günah jako Yaşar
- 1984: Ayşem jako İbrahim
- 1985: Mavi Mavi jako Kerim
- 1986: Sarhoş jako İbrahim
- 1986: Gülümse Biraz jako Urfalı İskender
- 1987: Gülüm Benim jako Hıdır
- 1987: Dertli Dertli jako Haydar
- 1988: Hülya jako on sam
- 1988: Aşıksın jako İbrahim
- 1989: Fosforlu jako Şahin
- 1997: Fırat (miniserial) jako Yusuf

## Filmy wyreżyserowane
- 1982: Yalan
- 1983: Yorgun
- 1983: Günah
- 1984: Ayşem
- 1986: Sarhoş
- 1986: Gülümse Biraz
- 1986: Gülüm Benim
- 1987: Dertli Dertli
- 1988: Hülya
- 1988: Aşıksın
- 1997: Fırat (mini)